# Edward FitzGerald (montañista)
Edward Arthur FitzGerald fue un montañista, escritor y soldado estadounidense de ascendencia británica, conocido por liderar la expedición que marcó el primer ascenso al Aconcagua, la montaña más alta fuera de los Himalaya, en 1897.

## Antecedentes y educación

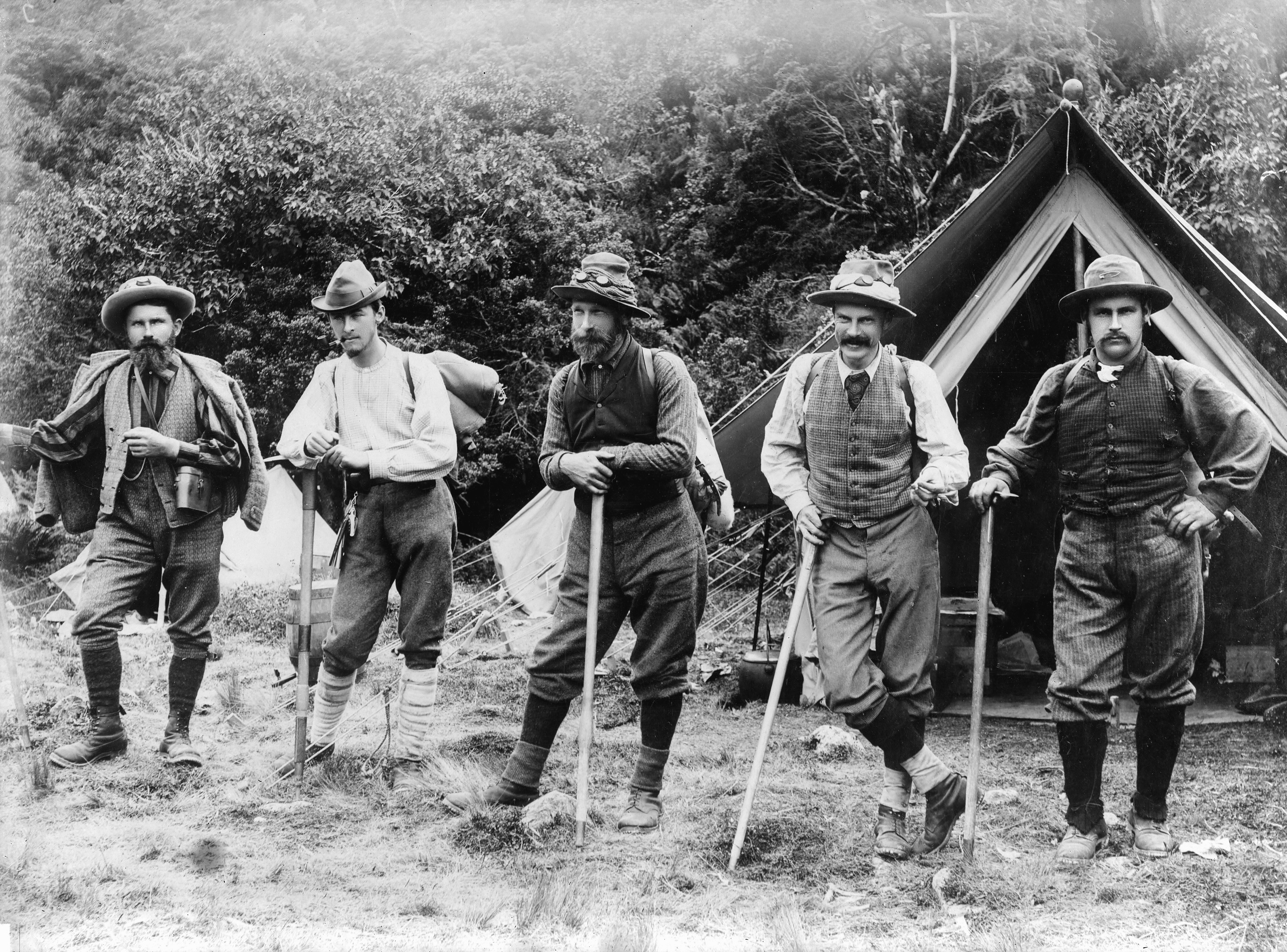
Montañistas en el Glaciar Tasman de Nueva Zelanda (desde la izquierda): Matthias Zurbriggen, FitzGerald, Arthur Ollivier, George Edward Mannering y Jack Adamson

FitzGerald nació en 1871 en Litchfield (Connecticut), y fue el tercer hijo de William John FitzGerald, abogado británico, y Mary, hija de Eli White, de Nueva York. Fue educado en St. Paul's School (New Hampshire), y en Trinity College, Cambridge, donde se matriculó en 1890, pero nunca graduó.

## Montañismo
Se unió al explorador Martin Conway para caminar por los Alpes en 1894, lugar donde conoció al guía suizo Matthias Zurbriggen. Suficientemente impresionado, FitzGerald decidió contratar a Zurbriggen como su guía para los siguientes cinco años.
En 1894/95 FitzGerald viajó a Nueva Zelanda, con la intención de hacer la primera ascensión al Monte Cook, pero los escaladores locales, alarmados de que su montaña más alta pudiera ser escalada por extranjeros, la escalaron unos días después de la llegada de FitzGerald. Él y Zurbriggen hicieron la primera ascensión del Monte Sefton, y con el neozelandés Jack Clarke (que había hecho la primera ascensión del Monte Cook), realizaron las primeras ascensiones al Monte Sealy, Monte Silberhorn, Monte Tasman y al Monte Haidinger.

## Expedición al Aconcagua
Durante 1896/97 FitzGerald personalmente financió y dirigió una gran expedición a Sudamérica para completar estudios científicos y realizar las primeras ascensiones a algunos de los picos más altos de la Cordillera de los Andes. La expedición incluyó a un geólogo, agrimensor, ingeniero y naturalista, y seis guías alpinos dirigidos por Zurbriggen. Después de realizar el reconocimiento de ruta por el valle de las vacas, FitzGerald formó un campamento base a aproximadamente 4250 metros en el valle de los Horcones, donde varios intentos por alcanzar la cumbre fueron realizados, por lo que ahora es la ruta normal. Cinco intentos se realizaron durante las seis semanas previas a que Zurbriggen lograra alcanzar la cumbre en soledad, el 14 de enero de 1897. FitzGerald había estado con él durante el ascenso, pero en todos los intentos se vio frustrado al sufrir náuseas alrededor de los 6000 metros. Eventualmente, temiendo que nunca llegaría a la cima y no se realizaría la primera ascensión al Aconcagua, envió a Zurbriggen solo.
Un período de fuertes nevadas siguió al ascenso de Zurbriggen, durante el cual no se pudieron hacer más intentos, por lo que FitzGerald continuó un mes después. Nuevamente se enfermó durante el ascenso, pero el 13 de febrero de 1897, el inglés Stuart Vines y el guía italiano Nicola Lanti también llegaron a la cumbre. Más tarde en la expedición Vines y Zurbriggen también hicieron la primera ascensión de Tupungato.

## Después del Aconcagua
En 1900 FitzGerald se unió a la Imperial Yeomanry para luchar en la segunda guerra bóer, donde recibió el nombramiento de  segundo teniente en la 5ª guardia de dragones y primer teniente en 1901. Posteriormente fue transferido a la 6th (Inniskilling) Dragoons, fue ascendido a capitán en 1906, y a mayor en 1912. Fue empleado en la Oficina de Guerra de 1914 a 1919. 
En 1903 dejó de escalar después de un accidente en la comuna suiza de Zermatt y se casó con la viajera y escritora Ménie Muriel Dowie (1866–1945).
FitzGerald falleció el 2 de enero de 1931 a los 59 años, en Londres.